# Dávid Zsuzsa
Dávid Zsuzsa (Budapest, 1957. április 5.) színházi rendező, színházigazgató, egyetemi tanár.

## Életpályája
1978–1985 között a Madách Színház ügyelője és rendezőasszisztense volt. 1985–1987 között a Nemzeti Színház ügyelője és rendezőasszisztense volt. 1988–1992 között a Színház- és Filmművészeti Főiskola színházrendező szakos hallgatója volt Vámos László osztályában. 1992-ben a József Attila Színház, a debreceni Csokonai Nemzeti Színház és a Pécsi Nemzeti Színház rendezője volt. 1992–1998 között az egri Gárdonyi Géza Színház rendezője volt. 1993-ban a Miskolci Nemzeti Színházban rendezett. 1988–2004 között a szekszárdi Német Színház (Deutsche Bühne) igazgató-rendezője volt. 2007-ig a Színház- és Filmművészeti Egyetem tanársegéde volt. 2008-tól a Magyar Táncművészeti Egyetem tanára.

## Színházi munkái
A Színházi Adattárban regisztrált bemutatóinak száma: rendezőként: 43; szerzőként: 1;

### Rendezőként
- Erdman: A mandátum (1991)
- Reza: Fények és árnyak (1991)
- Molière: Nők iskolája (1992)
- Weiss: Mockinpott úr kínjai és meggyógyíttatása (1992–1993)
- O’Brien: Rocky horror picture show (1992–1993)
- Giraudoux: Trójában nem lesz háború (1992)
- Forgách-Bőhm-Fodor: Gyere, Josephine (1992)
- Németh Ákos: Júlia és a hadnagya (1993)
- Aldobolyi Nagy György: Svejk a hátországban (1993)
- Huszka Jenő: Mária főhadnagy (1994)
- Szirmai Albert: Mágnás Miska/Der Pußtakavalier (1994, 1998)
- Tennessee Williams: A vágy villamosa (színmű) (1995)
- Alan Alexander Milne: Micimackó (regény) (1996)
- Szörényi Levente: Kőműves Kelemen (1996)
- Aldobolyi Nagy György: Kutyakomédia (1997)
- Dés László: A dzsungel könyve (1997)
- Dan Goggin: Apáca-pác (1997, 2004)
- Maurice Maeterlinck: A kék madár (1998)
- Carlo Goldoni: Chioggiai csetepaté (1998)
- Csukás István: Schüschü der Drache/Süsü a sárkány (1998)
- Schwartz: Godspell (1999, 2008)
- Wittlinger: Kennen Sie die Milchstraße? (1999)
- Johann Wolfgang von Goethe: Ur-Faust (1999)
- Örkény István: Katzenspiel/Macskajáték (2000)
- Polgár Tibor (zeneszerző): Kérők (2000)
- Antoine de Saint-Exupéry: A kis herceg/Le petit prince/Der kleine Prinz (2001–2002)
- Reinshagen: A bohócnő (2002)
- Schnitzler: Körtánc (2002)
- Mann-Bédier-Illés: Tristan und Isolde (2003)
- Wolfgang Amadeus Mozart–Maurice André: Zaide (2003)
- Schönthan: A szabin nők elrablása (2007)
- Mrozek: Özvegyek (2007)
- Lahola: Napfoltok (2011)
- Rudan: Fül, gége, kés (2011)

### Szerzőként
- Der kleine Prinz (2002)